# Botlikh (Daghestan)
Botlikh (Ботлих) est un aoul du Daghestan en fédération de Russie et le chef-lieu administratif du raïon du même nom. Sa population s'élevait à 12 159 habitants en 2010. Elle est presque exclusivement d'ethnie botlikh, sous-groupe de l'ethnie avare, et de confession sunnite.

## Géographie
Botlikh se trouve dans le Daghestan occidental à 252 kilomètres au sud-ouest de Makhatchkala dans la gorge de la rivière Andiïskoïe Koïssou (Koïssou d'Andi) sur la route de la Tchétchénie par le col de Kharami (2 177 mètres). Le lac Kezenoïam se trouve à proximité.